# Bruno Masure
Pour les articles homonymes, voir Masure.
Bruno Masure est un journaliste français, né le 14 octobre 1947 à Lille (Nord).
Il a été présentateur principal du journal de 20 heures de TF1, puis de France 2.

## Biographie

### Jeunesse et études
Bruno Masure naît le 14 octobre 1947 à Lille,,.
Bruno Masure est scolarisé à l'école Saint-Pierre, à Lille. Il est licencié en lettres (histoire), en sciences économiques, titulaire d'un diplôme d'études supérieures de sciences politiques et diplômé de l'Institut d'urbanisme de Paris.

### Carrière professionnelle

#### Débuts
Il est chargé de travaux pratiques d'économie à la faculté de droit de Lille, avant de faire un stage au service politique du journal Le Monde et de devenir journaliste au service politique de RMC de 1973 à 1975.

#### TF1
Il travaille pour TF1 à partir de 1975 comme reporter, puis grand reporter politique, et couvre notamment la campagne présidentielle de François Mitterrand en 1981. 
Sur TF1, il présente, en semaine, le 20 heures de 1984 à 1987. Remplacé par Patrick Poivre d'Arvor, il présente alors sur la même chaîne les journaux de 13 heures et de 20 heures le week-end de 1987 à 1990. Il est également[Quand ?] président de la Société des journalistes de TF1. En 1990, il est remplacé par Ladislas de Hoyos.

#### Antenne 2 puis France 2
Il quitte TF1 et présente en semaine le journal télévisé de 20 heures sur Antenne 2 (devenue France 2 en 1992).
Durant l'été 1993, il présente De quoi j'ai l'air ? sur France 2, en deuxième partie de soirée,. Cette émission, ponctuée de courts reportages, de sketches et de micro-trottoirs, permet au public et aux invités d'établir un profil psychologique de chacun grâce à un questionnaire personnel. Danièle Évenou assure un duplex à la rencontre de vacanciers dans un centre de loisirs. En 1994, Gérard Holtz anime la deuxième saison (avec un léger changement de formule) épaulé par Sonia Dubois.
Il présente les soirées électorales de France 2 (présidentielle, législatives, etc.) avec notamment Daniel Bilalian.
À partir de septembre 1995, il présente le 20 heures de la semaine en alternance avec Daniel Bilalian. Le 2 octobre 1997, Bruno Masure présente son dernier journal et fait un discours rapide. Il remercie les téléspectateurs tout en utilisant un dernier bon mot, récurrent à la fin de ses journaux télévisés : « À la Saint-Léger, je prends congé. » Dès le lendemain, Daniel Bilalian est le seul titulaire du 20 heures de la semaine de la chaîne.
De 1999 à 2003, Bruno Masure est un des chroniqueurs du divertissement Vivement dimanche prochain présentée par Michel Drucker et diffusée juste avant le journal de 20 heures de France 2. Il y tient un billet d'humour et d'humeur.

#### Radio et autres activités
Il est, de 2005 à 2011, journaliste et chroniqueur sur France Inter dans l'émission Le Fou du roi de Stéphane Bern. 
En 2007, il est le parrain du Dinard Comedy Festival. 
Depuis 1987, il a écrit plusieurs livres consacrés au monde médiatique.
Il est également apparu dans plusieurs séries et téléfilms,.
Bruno Masure a parfois utilisé Twitter pour des propos grivois ou insultants, à l'encontre de journalistes, tels Jean-Pierre Pernaut, Gérard Holtz, David Pujadas, Laurence Ferrari ou Jean-Pierre Elkabbach.

## Engagement
Bruno Masure est membre du comité d'honneur de l'Association pour le droit de mourir dans la dignité (ADMD).

## Vie privée
Bruno Masure est bisexuel,. Marié puis séparé, son couple n'a pas eu d'enfants.
Il se définit comme « athée, voire bouffeur de curés ».

## Présentateur et chroniqueur

### Télévision
- 1984-1987 : présentateur du journal télévisé de 20 heures - TF1
- 1987-1990 : présentateur des journaux télévisés du week-end  (13 heures et 20 heures) - TF1
- 1990-1997 : présentateur du journal télévisé de 20 heures - Antenne 2 (1990-1992),  France 2 (1992-1997)
- Été 1993 : De quoi j'ai l'air ? (France 2) : coprésentateur
- 1999-2003 : Vivement dimanche prochain (France 2) : chroniqueur

### Radio
- 1973-1975 : journaliste au service politique de RMC
- 2005-2011 : journaliste et chroniqueur dans Le Fou du roi sur France Inter

## Publications
- La télé rend fou... mais j'me soigne !, éd. Plon, 1987
- À pleins tubes, éd. Orban, 1989
- Le Dictionnaire analphabétique, éd. Orban, 1990
- Leurre de vérité, éd. Plon, 1993
- Débloc-notes, éd. Plon, 1998  (ISBN 2-259-18887-7)
- Chérie, pense à changer de millénaire, éd. Plon, 2000
- Loft présidentiel, éd. Plon, 2002
- Un dernier vers pour la route, éd. Plon, 2002
- Le petit livre de Bruno Masure, Presses du Châtelet, avril 2003 (ISBN 978-2-84592-086-6)
- Comment se fait-ce ?, Presses de la Cité, 2004
- Enquête sur mon assassinat, éd. Chiflet & Cie, 2006
- Les Chats, éd. Hugo Image, 2007
- Journalistes à la niche ? : De Pompidou à Sarkozy, chronique des liaisons dangereuses entre médias et politiques, éd. Hugo et Compagnie, 2009 (ISBN 978-2-7556-0294-4)
- Le Journal d'une curée de campagne, éd. Chiflet & Cie, 2011 (ISBN 978-2-35164-144-6)
- La télé rend définitivement fou, éd. Chiflet & Cie, 2015 (ISBN 978-2-35164-233-7)
- Élysée Academy , éd. Hugo Document, 2017 (ISBN 978-2351642467)

## Récompenses
- 7 d'or du meilleur présentateur de journal télévisé en 1988, 1990, 1993, 1995 et 1998. Il présentait le journal sur TF1 quand il a obtenu les deux premiers puis sur France 2 pour les trois suivants. Il a obtenu son dernier 7 d'or le 31 mars 1998, alors qu'il ne présentait plus le journal depuis le 2 octobre 1997.